# Sault Ste. Marie Greyhounds
Die Sault Ste. Marie Greyhounds (auch Soo Greyhounds) sind ein kanadisches Eishockeyteam aus Sault Ste. Marie in der Provinz Ontario. Das Team wurde 1962 als Nachwuchsteam gegründet und spielt seit 1972 in einer der drei höchsten kanadischen Junioreneishockeyligen, der Ontario Hockey League (OHL). Bereits seit 1919 spielte unter dem Namen Greyhounds ein Teams in Sault Ste. Marie.

## Geschichte

### Die frühen Jahre
Das erste Team der Greyhounds wurde 1919 gegründet. Der erste Trainer, George MacNamara, schlug mit dem Zitat „Ein Greyhound ist schneller als ein Wolf“ den Teamnamen vor. Es war eine Anspielung auf den regionalen Rivalen, die Sudbury Wolves.
Anfangs spielte man in der Upper-Peninsula League, wechselte aber bald in die Northern Ontario Hockey Association. Dort gewann man 1921, 1923, 1924 und 1925 die Senior A Championship. 1924 holte man auch den Allan Cup. 1927 wurde das Team aufgelöst und unter demselben Namen wurde ein Juniorenteam gegründet, das in der Northern Ontario Junior Hockey League spielte. Von 1928 bis 1931 konnte man viermal in Folge die Ligenmeisterschaft gewinnen, 1942 folgte der fünfte Titel. Nachdem die Gouin Street Arena einem Brand zum Opfer gefallen war, nahm das Junioreneishockey in Sault Ste. Marie 1945 ein abruptes Ende.
1948 wurden die Greyhounds als Seniorenteam wiederbelebt und waren auch erneut erfolgreich. 1950, 1951, 1952 und 1955 holte man die Meisterschaft in der NOHA. Nach der Saison 1958/59 wurde die Liga sowie das Tam aufgelöst.

### Das heutige Team
Als Mitglied der Northern Ontario Junior Hockey League wurden die Greyhounds 1962 wiedergegründet. Nach zehn erfolgreichen Jahren in der Liga, in der man dreimal den Titel gewinnen konnte, schloss man sich als Expansion Team der Ontario Hockey Association an.
Im Draft 1977 holte man den sechzehnjährigen, kleinen und schmächtigen Wayne Gretzky. Trotz seiner körperlichen Defizite, ragte der junge Gretzky spielerisch im Team heraus. Da seine Wunschnummer 9 bereits vergeben war, spielte er mit der Nummer 19. Sein Trainer legte ihm jedoch bald nahe die 99 als Nummer zu verwenden. Mit 70 Toren und 112 Vorlagen in 63 Spielen stellte Gretzky bis heute gültige Teamrekorde auf.
Großen Einfluss auf die Entwicklung des Teams in den frühen 80er Jahren hatte der Trainer Terry Crisp. 1985 gelang es erstmals die Meisterschaft in der OHL zu gewinnen. Hiermit qualifizierte man sich auch für die Endrunde um den Memorial Cup. 1986 wurde das Team an eine Investorengruppe um Phil Esposito verkauft. Im Laufe der Saison 1988/89 holte man als Trainer Ted Nolan. Bereits nach drei Jahren überlegten die neuen Besitzer das Team wieder zu verkaufen. Im Mai 1989 bot Peter Karmanos 600.000 US-Dollar für das Team. Er wollte die Greyhounds nach Detroit umsiedeln. Das Angebot wurde abgelehnt, und man versuchte den Wert des Teams zu steigern. Im folgenden Draft holte man Eric Lindros. Der hochtalentierte Spieler wollte aber nicht nach Sault Ste. Marie und seine Eltern meinten, dass eine Ausbildung so weit von seiner Heimatstadt Toronto nicht gut für ihren Sohn sei. Mit Lindros bot Karmanos nun eine Million Dollar, doch eine einheimische Gruppe um Dr. Shunock bot dagegen und hielten das Team so in Sault Ste. Marie. Da im Fall Lindros keine Einigung in Sicht war, gab man ihn an die Oshawa Generals ab.
Erneut qualifizierte man sich 1991 für den Memorial Cup. Die Endrunde beendete man jedoch nur auf dem vierten und letzten Platz. 1992 spielte man erneut im Memorial Cup und erreichte die Finals, wo man sich den Kamloops Blazers mit 5:4 geschlagen geben musste.
Als Gastgeber war man auch 1993 Teilnehmer an der Finalrunde um den Memorial Cup. Im heimischen Sault Memorial Gardens gelang es auch erstmals den Titel zu gewinnen. Im Finale besiegte man die Peterborough Petes mit 4:2.
Bester Spieler in den 1990ern war Joe Thornton, der ab 1995 für die Greyhounds spielte. Thornton war auch der erste Spieler in der Geschichte des Teams, der als Erster beim NHL Entry Draft ausgewählt wurde. Unter den Trainern war 2002 auch der ehemalige NHL-Torwart John Vanbiesbrouck. 2006 zog das Team aus dem Sault Memorial Gardens in das neue Steelback Centre, mittlerweile Essar Centre, um.

## Erfolge
| Memorial Cup - 1993 Finalsieg gegen die Peterborough Petes weitere Finalrundenteilnahmen - 1985 3. Platz - 1991 4. Platz - 1992 Finalniederlage gegen die Kamloops Blazers J. Ross Robertson Cup - 1985 Finalsieg gegen die Peterborough Petes - 1991 Finalsieg gegen die Oshawa Generals - 1992 Finalsieg gegen die North Bay Centennials | Hamilton Spectator Trophy - 1980–81 96 Punkte - 1982–83 97 Punkte - 1984–85 109 Punkte - 2014–15 110 Punkte Division Trophies - 1980–81 Leyden Trophy, Leyden Division - 1982–83 Emms Trophy, Emms Division - 1984–85 Emms Trophy, Emms Division - 1990–91 Emms Trophy, Emms Division - 1991–92 Emms Trophy, Emms Division - 1992–93 Emms Trophy, Emms Division - 1996–97 Bumbacco Trophy, West Division - 2004–05 Bumbacco Trophy, West Division - 2007–08 Bumbacco Trophy, West Division - 2013–14 Bumbacco Trophy, West Division - 2014–15 Bumbacco Trophy, West Division - 2016–17 Bumbacco Trophy, West Division |

## Spieler

### Erstrunden Draftpicks
| Draftjahr | Spieler         | als | Team                  |
| --------- | --------------- | --- | --------------------- |
| 1967      | Bob Tombari     | 7.  | Chicago Blackhawks    |
| 1967      | Bob Smith       | 11. | Pittsburgh Penguins   |
| 1974      | Jack Valiquette | 13. | Toronto Maple Leafs   |
| 1978      | Danny Lucas     | 14. | Philadelphia Flyers   |
| 1979      | Craig Hartsburg | 6.  | Minnesota North Stars |
| 1981      | Ron Francis     | 4.  | Hartford Whalers      |
| 1981      | Steve Smith     | 16. | Philadelphia Flyers   |
| 1983      | Jeff Beukeboom  | 19. | Edmonton Oilers       |
| 1985      | Derek King      | 13. | New York Islanders    |
| 1994      | Dan Cloutier    | 26. | New York Rangers      |
| 1996      | Richard Jackman | 5.  | Dallas Stars          |
| 1997      | Joe Thornton    | 1.  | Boston Bruins         |
| 2002      | Petr Tatíček    | 9.  | Florida Panthers      |
| 2003      | Jeff Carter     | 11. | Philadelphia Flyers   |
| 2013      | Darnell Nurse   | 7.  | Edmonton Oilers       |
| 2014      | Jared McCann    | 24. | Vancouver Canucks     |
| 2015      | Zach Senyshyn   | 15. | Boston Bruins         |
| 2017      | Morgan Frost    | 27. | Philadelphia Flyers   |
| 2018      | Barrett Hayton  | 5.  | Arizona Coyotes       |

### Weitere ehemalige Spieler
1919 – 1972
- Ivan Boldirev
- Ed Chadwick
- Bill Cook
- Bun Cook
- Tony Esposito
- Don Grosso
- Pentti Lund

1972 – heute
- Paul Beraldo
- Bob Boughner
- Garrett Burnett
- Jack Campbell
- Paul Coffey
- Nick Cousins
- Trevor Daley
- Tony DeAngelo
- David Elsner
- Ray Emery
- Rico Fata
- Christopher Felix
- Simon Fischhaber
- Brett Findlay
- Adam Foote
- Mike Fountain
- Aaron Gavey
- Tim Gettinger
- Wayne Gretzky
- Rob Hisey
- Kevin Hodson
- Ralph Intranuovo
- Dustin Jeffrey
- Mike Kaszycki
- Boris Katchouk
- Tyler Kennedy
- Robin Lehner
- Colin Miller
- Matt Murray
- Jake Muzzin
- Bob Probert
- Nick Ritchie
- Charlie Simmer
- Wayne Simmonds
- Chris Simon
- Steve Sullivan
- Brad Tiley
- Conor Timmins
- Jiří Tlustý
- Rick Tocchet
- John Vanbiesbrouck
- Josef Vašíček
- Rob Zettler

| Nr. | Name               |
| 1   | John Vanbiesbrouck |
| 4   | Craig Hartsburg    |
| 5   | Adam Foote         |
| 10  | Ron Francis        |
| 19  | Joe Thornton       |
| 99  | Wayne Gretzky      |